# 小波津亜廉
小波津 亜廉（こはつ あれん、1991年8月23日 - ）は、日本の俳優。沖縄県出身。SUNBEAM所属。
主な出演作品に、『ヒプノシスマイク -Division Rap Battle-Rule the Stage』（神宮寺寂雷役）、ハイパープロジェクション演劇『ハイキュー!!』シリーズ（岩泉一役）、『マッシュル-MASHLE-』THE STAGE 2.5（ライオ・グランツ役）、アイ★チュウ ザ・ステージ シリーズ（御剣晃役）などがある。2017年10月、ミュージカル座10月公演 『ロイヤルホストクラブ』にて初主演を務める。

## 人物
- 特技は水泳（歴12年）、三線、英会話（英検準1級[2]、TOEFL iBT70）。
- 車を所持しており、舞台共演者等をよく送迎している。
- 苦手なものは怖い話、蜘蛛[4]。
- 母親が歌の先生をしていたため[5]、幼少期から教会で賛美歌を歌ったり[6]、合唱団に参加していた。家に置いてあるCDが全てクラシック音楽だったため小学生の頃はオペラしか聴いていなかったが、中学生になり兄の影響でロックも聞くようになった[5]。
- 好きな曲・大切な曲として2つの曲を挙げている。ディアマンテス「片手に三線を」について「（上京した頃に）よく聴いていたし、今も落ち込んだり、初心に帰ろうと思った時に聴く曲」、カッチーニの「アヴェ・マリア」について「母親が歌っていたのを聴いて育ってきました」と話している[7]。
- 高校時代は海外の大学に進学するための学科に所属していたので、高校2年生から3年生の頃は英語漬けだったと語る[8]。部活動では国内外の人々との交流や、沖縄の文化を発信するため伝統芸能について勉強していた[8]。その中で演劇に触れたことがきっかけで俳優を志し、大学では芝居について学んでいた[6]。
- 自身が影響を受けた人物の1人に松岡修造を挙げており「全力で人を応援する姿勢や、負の力を周りに感じさせない力がすごい」[9]、「言葉に励まされている」と話している[6]。

## 出演

### 舞台
2011年
- パフォーミングアーツフェア 2011
- 玉川大学卒業プロジェクト公演 『七本の色鉛筆』 - 神父 役

2013年
- 劇団つきかげ『女海賊ビアンカ』（11月 - 12月）

2014年
- TSファンデーションミュージカル『ちぬの誓い』（3月 - 4月）
- 劇団つきかげ『女海賊ビアンカ』大阪公演（4月）
- カンフー・リーディングミュージカル『燃えよドラゴンへの道』（6月）
- 舞台『天元突破グレンラガン〜炎撃篇 其の壱〜』（10月） - シトマンドラ 役

2015年
- 最遊記歌劇伝-Burial- （1月） - アンサンブル
- 舞台『K -AROUSAL OF KING-』（8月） - アンサンブル
- 『ちっちゃな英雄（ヒーロー）』Team Twinkle（12月- 2016年3月） - ジェラルド 役

2016年
- ハイパープロジェクション演劇『ハイキュー!!』“頂の景色”（4月 - 5月） - 岩泉一 役
- D'TOT 6th Act『FRAG〜新撰組symphony of destruction』（7月） - 沖田総司 役
- ハイパープロジェクション演劇『ハイキュー!!』“烏野、復活！”（10月 - 12月） - 岩泉一 役

2017年
- ハイパープロジェクション演劇『ハイキュー!!』“勝者と敗者”（3月 - 5月） - 岩泉一 役
- 水木英昭プロデュースVol.21『眠れぬ夜のホンキートンクブルース第三章〜覚醒〜』（6月） - 蓮人 役
- BRAVE10（6月- 7月）- 根津甚八 役
- アイ★チュウ ザ・ステージ〜Stairway to Étoile〜（8月 - 9月） - 御剣晃 役
- ロイヤルホストクラブ（10月） - 主演・白金豪 役
- 水木英昭プロデュースVol.22『眠れぬ夜のホンキートンクブルース外伝〜ティーダのうた〜』（11月） - 蓮人 役
- LIVE!! アイ★チュウ ザ・ステージ〜étincelle〜（11月） - 御剣晃 役

2018年
- DIABOLIK LOVERS MORE,BLOOD（1月） - 逆巻シュウ 役
- アイ★チュウ ザ・ステージ〜Stairway to Étoile2018〜（2月 - 3月） - 御剣晃 役
- 劇団シャイニング from うたの☆プリンスさまっ♪「JOKER TRAP」（4月 - 5月） - RAN 役
- 劇団シャイニング from うたの☆プリンスさまっ♪「SHINING REVUE」（5月 - 6月） - RAN 役
- ハイパープロジェクション演劇『ハイキュー!!』“はじまりの巨人”（4月 - 6月） - 岩泉一 役 ※映像出演
- 水木英昭プロデュース&オレガ企画製作『陣内の門〜1st ACT〜』（6月） - 美濃部工 役
- BRAVE10 燭〜ともしび〜（7月） - 根津甚八 役
- Live!! アイ★チュウ ザ・ステージ 〜Les quatre saisons〜（7月） - 御剣晃 役
- Acrobat Stage『Infini-T Force』（8月 - 9月） - ポリマー / 鎧武士 役
- ハイパープロジェクション演劇『ハイキュー!!』“最強の場所”（10月 - 12月） - 岩泉一 役
- アイ★チュウ ザ・ステージ 1stファンミーティング（12月） - 御剣晃 役

2019年
- 舞台『逆転裁判 - 逆転のGOLD MADAL -』（1月） - 御剣怜侍 役
- 劇団シャイニング from うたの☆プリンスさまっ♪『Pirates of the Frontier』（3月 - 4月） - マルロー 役
- アイ★チュウ ザ・ステージ 〜 Rose Écarlate 〜（4月 - 5月） - 御剣晃 役
- 舞台『アオアシ』（7月）-冨樫慶司 役
- Live!!! アイ★チュウ ザ・ステージ〜Planète et Fleurs〜（7月）- 御剣晃 役
- ミュージカル『スタミュ』-3rdシーズン-（8月 - 9月） - 南條聖 役
- アイ★チュウ ザ・ステージ 〜 Rose Écarlate DEUX 〜 （10月） - 御剣晃 役
- 恋するブロードウェイ♪ vol.6 （10月 - 11月）
- 脳内クラッシュ演劇『DRAMAtical Murder』（12月） - 紅雀 役
- STAGE FES 2019-2020（12月） - 南條聖 役

2020年
- Nostalgic Wonderland♪2020（8月）
- BRAVE10〜昇焉〜（9月） - 根津甚八 役
- アイ★チュウ ザ・ステージ〜Après la pluie〜（10月） - 御剣晃 役
- ミュージカル『スタミュ』スピンオフ team楪&team漣 単独公演「Storytellers」（12月） - 南條聖 役

2021年
- 舞台『紅葉鬼』〜童子奇譚〜（1月）- イクシマ 役
- 魔界転生（4月 - 6月） - 磯谷千八 役
- プレイタの傷（11月）- 龍眞コウガ 役
- 舞台『SK∞ エスケーエイト The Stage』 第一部：The First Part 〜熱い夜のはじまり〜（12月） - 愛抱夢（アダム） 役

2022年
- 舞台『SK∞ エスケーエイト The Stage』 第二部：The Last Part 〜俺たちの無限大〜（1月） - 愛抱夢（アダム） 役 
- ミュージカル『ロミオの青い空』（3月 - 4月） - アントニオ 役
- 舞台『紅葉鬼』〜酒呑奇譚〜（5月）- イクシマ 役
- 『ダイヤのA』 The MUSICAL（9月 - 10月） - 御幸一也 役
- 舞台『ノラネコシティ』（12月） - 主演・クロ 役

2023年
- 『SK∞ エスケーエイト The Stage』第二部 The Last Part〜俺たちの無限大〜（1月） - 愛抱夢 役
- 『東京カラーソニック!!』the Stage Vol.1（2月） - 高槻神楽 役
- 舞台『炎炎ノ消防隊』-五つ目の柱-（3月 - 4月） - パート・コ・パーン 役
- 脳内クラッシュ演劇『DRAMAtical Murder』フラッシュバック（4月 - 5月） - 紅雀 役
- 悪を絶って、愛と死す（7月） - 史（フミ） 役
- 『東京カラーソニック!!』the Stage Vol.2（11月） - 高槻神楽 役

2024年
- 『ヒプノシスマイク -Division Rap Battle-』Rule the Stage -New Encounter-（3月 - 4月） - 神宮寺寂雷 役
- ミュージカル『鉄鼠の檻』（6月） - 杉山哲童 役
- 『マッシュル-MASHLE-』 THE STAGE 2.5（8月） - ライオ・グランツ 役
- ネルケプランニング30th ANNIVERSARY『ネルフェス2024』（8月）- 神宮寺寂雷 役
- 朗読劇『文豪LETTERS』（8月）
- 『ヒプノシスマイク -Division Rap Battle-』Rule the Stage -Grateful Cypher-（10月） - 神宮寺寂雷 役
- 朗読劇『刻め！秒針よりも速く!!』（11月 - 12月）

2025年
- 坂東玉三郎 初春お年玉公演『長崎十二景』（1月）
- 舞台『十二人の怒れる男たち』（3月）
- 赤塚不二夫生誕90周年記念公演『赤塚不二夫スクラップブック』（4月）
- 星列車で行こう（10月 - 11月）

2026年
- 『ヒプノシスマイク -Division Rap Battle-』Rule the Stage《Division Jam Tour》vol.2（1月〈予定〉） - 神宮寺寂雷 役

### 声の出演
- Love&Light×SHOWROOM『ぼくらのシェアハウス』 - アレン 役

### CM
- EPSON PLUSENSE 「みんな始めてる篇」

### 映画
- 漫才ギャング（2011年）
- 徐福〜永遠の命を探して〜（2019年）[71]
- なくもんか（2019年）
- 『ヒプノシスマイク -Division Rap Battle-』Rule the Stage -New Encounter-【Cinema Edit】（2024年）- 神宮寺寂雷役[72]

### テレビ番組
- たびメイト特別編（2019年1月、TOKYO MX 他）[73]
- たびメイトSeason2（2019年10月、TOKYO MX 他）

### ネット配信
- 小波津亜廉の『あれんちゅたいむ』（2019年 - 2024年、ニコニコチャンネル）[74][75]
- ヒプマイ DIVISION CROSS TALK【シンジュクディビジョン】（2024年2月、ABEMA）[76]

### PV
- ボーダーラインマジシャン

### イベント
- ★With Allen 2022 BD Party★〜Summer Night LIVE（2022年8月）
- ★With Allen 2022★1on1オンライントーク（2022年8月）
- ★With Allen 2023★Online Talk（2023年9月）
- ★With Allen 2023 BD LIVE★（2023年9月）
- ★With Allen 2024★New Year！1on1オンライントーク（2024年1月）
- 小波津亜廉カレンダー2024-2025お渡し会（2024年3月）
- ★With Allen BD LIVE 2024★（2024年8月）
- ★With Allen★ 1on1トークイベント（2024年8月）
- 『ヒプノシスマイク -Division Rap Battle-』Rule the Stage《Hypnosis Delight Fes.》（2025年10月〈予定〉） - 神宮寺寂雷 役[77]

### 写真展
- 小波津亜廉写真展（2021年 - ）
  - 小波津亜廉写真展（2021年9月）[78]
  - 2（2022年8月）[79]
  - 2023（2023年8月） [注釈 1][80]
  - 2024（2024年8月） [注釈 2][81]

## ディスコグラフィ
| 発売年 | 発売日   | 商品名 | 歌 | 楽曲 | 備考                                                   |
| ------ | -------- | --- | --- | --- | ------------------------------------------------------ |
| 2017年 | 8月25日  | 劇中歌『Brand New Day』CD | F∞F ［愛童星夜（飯山裕太）、湊奏多（丸目聖人）、御剣晃（小波津亜廉）］ | 「Brand New Day F∞F Ver.」 | アイ★チュウ ザ・ステージ〜Stairway to Étoile〜         |
| 2018年 | 6月22日  | 劇団シャイニング from うたの☆プリンスさまっ♪『SHINING REVUE』レビューソングコレクション                                              | TOKI（松村龍之介）、REN（高本学）、RAN（小波津亜廉）、CAMUS（菊池修司） | 「BLACK or WHITE?」 |                                                        |
| 2018年 | 6月22日  | 劇団シャイニング from うたの☆プリンスさまっ♪『SHINING REVUE』レビューソングコレクション                                              | 音也衛門（小澤廉）、真影（和田雅成）、翔ノ助（植田圭輔）、セシル丸（横井翔二郎）、レイジー（染谷俊之）、シーノ（田川大樹）、アインザッツ（太田基裕）、TOKI（松村龍之介）、REN（高本学）、RAN（小波津亜廉）、CAMUS（菊池修司） | 「SHINING LOVE〜感謝と愛を〜」 |                                                        |
| 2018年 | 7月16日  | アイ★チュウ・ザ ステージ シャッフルユニットCD 〜LES QUATRE SAISONS〜                                                                 | ♠スペード♠ ［ラビ（須永風汰）、御剣晃（小波津亜廉）、海部子規（山内圭輔）、若王子楽（岸本卓也）］ | 「幾千の街に雪が降る」 | Live!! アイ★チュウ ザ・ステージ 〜Les quatre saisons〜 |
| 2018年 | 8月24日  | 舞台「劇団シャイニング from うたの☆プリンスさまっ♪『JOKER TRAP』」オリジナルサウンドトラック&レビューソングコレクション              | TOKI（松村龍之介）、REN（高本学）、RAN（小波津亜廉）、CAMUS（菊池修司） | 「THE GAME OF LOVE」 「JOKER TRAP〜PERFECT GAME 2018ver.〜」                                                                              |                                                        |
| 2018年 | 8月24日  | 舞台「劇団シャイニング from うたの☆プリンスさまっ♪『JOKER TRAP』」オリジナルサウンドトラック&レビューソングコレクション              | REN（高本学）、RAN（小波津亜廉） | 「Hot Sympathy」 |                                                        |
| 2019年 | 10月10日 | CD mini album『Rose Écarlate』 | F∞F［愛童星夜（川井雅弘）、湊奏多（大原海輝）、御剣晃（小波津亜廉）］・LANCELOT［轟一誠（吉岡佑）、赤羽根双海（坂垣怜次）、三千院鷹通（黒貴）］ | 「ROSE ÉCARLATE -F∞F・LANCELOT- VER」 | アイ★チュウ ザ・ステージ 〜 Rose Écarlate DEUX 〜      |
| 2019年 | 10月10日 | CD mini album『Rose Écarlate』 | F∞F・LANCELOT・RE:BERSERK［エヴァ・アームストロング（吉田大輝）、山野辺澪（伊地智頼統）、十文字蛮（雨坂亮汰）］・POP'N STAR［華房心（設楽銀河）、神楽坂ルナ（前嶋曜）、及川桃助（古賀瑠）］・TWINKLE BELL［枢木皐月（石渡真修）、枢木睦月（宮城紘大）]・I♥B［ノア（佐川大樹）、レオン（結城伽寿也）、黎朝陽（登野城佑真）、ラビ（須永風汰）、リュカ（田中晃平）］ | 「ROSE ÉCARLATE -PLANETE ET FLEURS- VER」 「BRAND NEW DAY -PLANETE ET FLEURS- VER」                                                       | アイ★チュウ ザ・ステージ 〜 Rose Écarlate DEUX 〜      |
| 2019年 | 10月25日 | 舞台『劇団シャイニング from うたの☆プリンスさまっ♪『Pirates of the Frontier』』オリジナルサウンドトラック&レビューソングコレクション | イッキ（小澤廉）、マルロー（小波津亜廉）、白い悪魔（菊池修司） | 「Pirates of the Frontier〜Nice Pirates 2019ver.〜」 「Have a nice PIRATES!」 「SHINING LOVE〜感謝と愛を〜 Pirates of the Frontier ver.」 |                                                        |
| 2019年 | 10月25日 | 舞台『劇団シャイニング from うたの☆プリンスさまっ♪『Pirates of the Frontier』』オリジナルサウンドトラック&レビューソングコレクション | マルロー（小波津亜廉）、白い悪魔（菊池修司） | 「 A Worthy RIVAL」 |                                                        |

## DVD
- スマートさんぽin沖縄 Smart boys（2020年、幻冬舎コミックス）ISBN 978-4-344-84637-1

## 書籍

### 写真集
- 小波津亜廉ファースト写真集 Allen（2021年、幻冬舎コミックス）[1] ISBN 978-4-344-84967-9